# Denkmal für die Revolution der Einwohner von Moslavina

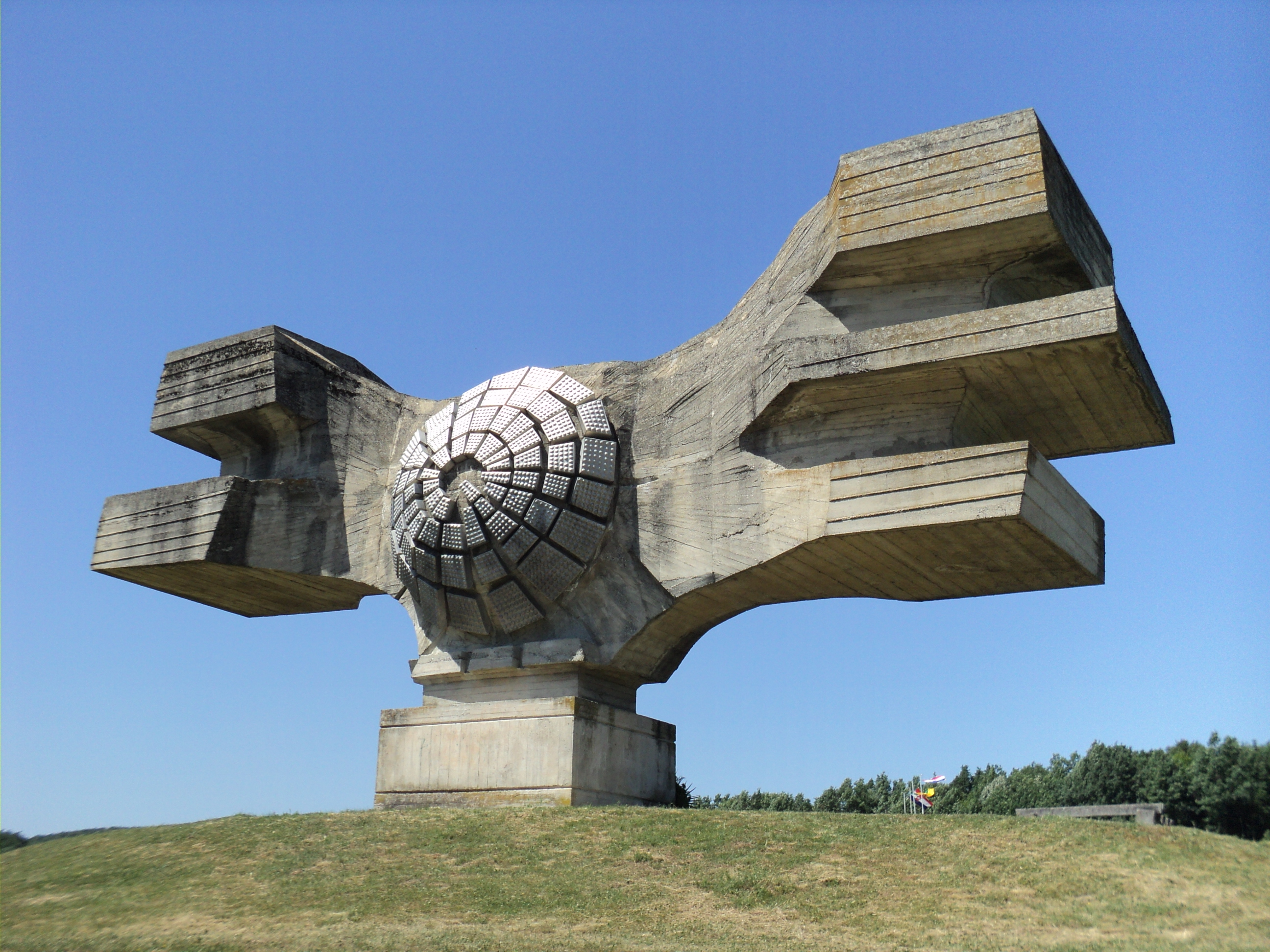
Denkmal für die Revolution der Einwohner von Moslavina (2011)

Das Denkmal für die Revolution der Einwohner von Moslavina (serbokroatisch Spomenik Revolucije Naroda Moslavine) ist ein Denkmal in Podgarić in Kroatien. Das von Dušan Džamonja entworfene Denkmal wurde 1965 bis 1967 erbaut. Es erinnert an den Widerstand der Einwohner der Region Moslavina gegen die faschistische Ustascha.

## Beschreibung
Das Denkmal ist eine etwa 10 Meter hohe und 20 Meter breite abstrakte Stahlbeton-Skulptur mit seitlich flügelartigen Formen sowie in der Mitte Aluminiumelementen, die einen Kreis bilden. Auf dem Weg zu dem Denkmal befindet sich ein Massengrab, in dem etwa 900 Partisanen beerdigt sind, die in den Krankenhäusern an ihren Verletzungen starben. Dieses wird durch einen Durchgang aus Beton gekennzeichnet. Durch den Bau eines kleinen Dammes am Fluss Kamenjače wurde ein kleiner künstlicher See am Fuß der Anlage geschaffen.

## Geschichte

### Historischer Hintergrund
Kroatien wurde im April 1941 von der deutschen Wehrmacht im Balkanfeldzug besetzt und der Unabhängige Staat Kroatien als faschistische Einparteiendiktatur konstituiert. Unterstützt wurden die Achsenmächte durch die kroatische Terrororganisation Ustascha, die ein ethnisch „reines“ Großkroatien anstrebten. Viele Einwohner der Region Moslavina, darunter vor allem Serben, Juden, Roma und auch Kroaten, leisteten Widerstand gegen die Repression und Gewalt der Wehrmacht und der Ustascha. Am 22. Juni 1941 wurde in Sisak die erste jugoslawische Partisanenarmee gegründet. Kurz darauf bildeten sich Partisanenarmeen in der ganzen Region.
Ab Winter 1941 wurde die Region um Podgarić eines der wichtigsten Zentren der Revolution der Partisanen. Im Wald in der Nähe von Podgarić befanden sich zwei Partisanenkrankenhäuser, die vor allem den etwa 6.000 Soldaten des 10. Zagreber Partisanenkorps dienten. Die Krankenhäuser wurden ab dem 27. Januar 1942 betrieben. In den Krankenhäusern wurden nicht nur Verwundete behandelt, sondern auch strategische Planungen durchgeführt.

### Entstehung
Aufgrund der Bedeutung von Podgarić setzten sich regionale Politiker und Veteranengruppen in den 1960er Jahren für den Bau eines Denkmals ein. Der jugoslawische Bildhauer Dušan Džamonja gewann den Wettbewerb. Für die Errichtung des Denkmals wurde er durch den Maler und Architekten Vladimir Veličković unterstützt. Das Denkmal wurde am 7. September 1967 nach zwei Jahren Bauzeit offiziell durch Josip Tito eingeweiht. 

## Rezeption
Das zentral angebrachte Aluminiumornament ist sehr ähnlich einem ebenfalls 1967 von Dušan Džamonja geschaffenen Metallrelief mit dem Titel Die Sonne am Jugendzentrum Belgrad von 1964 des Architekten Momcilo Belobrk. Es ist nicht klar, ob Džamonja beide gleichzeitig plante oder ob eines der Vorläufer des jeweils anderen ist.
Das Denkmal war Motiv einer jugoslawischen Briefmarke.